# Anopheles somalicus
Anopheles somalicus är en tvåvingeart som beskrevs av Rivola och Holstein 1957. Anopheles somalicus ingår i släktet Anopheles och familjen stickmyggor.
Artens utbredningsområde är Somalia. Inga underarter finns listade i Catalogue of Life.